# Sinnamary (fleuve)
Pour les articles homonymes, voir Sinnamary (homonymie).
Le Sinnamary est un des plus grands fleuves de Guyane. Cette rivière aurifère draine un bassin versant abritant pour l'essentiel une vaste zone de forêt tropicale de type forêt amazonienne tropicale humide, parmi les plus riches du monde au regard de la biodiversité.
La navigabilité du fleuve a été facilitée par le barrage qui a supprimé plusieurs sauts, ce qui a aussi facilité la remontée des orpailleurs illégaux et des chasseurs qui fournissent Kourou et les villes du fleuve en gibier prélevé dans la jungle.

## Géographie
Long de 260 km[réf. nécessaire], le Sinnamary est le cinquième fleuve de Guyane. Il prend sa source dans le massif central guyanais au nord de Saül. Il est aussi le plus profond de Guyane. Il comporte 28 criques et 39 sauts.

### Communes et communauté de communes
Dans le seul département de la Guyane, le Sinnamary traverse les deux seules communes de Saint-Élie (source) et Sinnamary (confluence) dans la communauté de communes des Savanes dans l'arrondissement de Cayenne.

## Affluents
Le principal affluent du Sinnamary est le Courcibo (rg).

## Hydrologie
Le débit sur la commune embouchure de Sinnamary est de 200 m3/s.

### Relevé météorologique de Cayenne
| Mois                              | jan.  | fév.  | mars  | avril | mai   | juin  | jui.  | août  | sep. | oct. | nov.  | déc.  | année   |
| --------------------------------- | ----- | ----- | ----- | ----- | ----- | ----- | ----- | ----- | ---- | ---- | ----- | ----- | ------- |
| Température minimale moyenne (°C) | 22,9  | 22,9  | 23    | 23,2  | 23,1  | 22,5  | 22    | 21,9  | 21,7 | 21,8 | 22    | 22,6  | 22,5    |
| Température maximale moyenne (°C) | 28,8  | 28,9  | 29,2  | 29,6  | 29,4  | 29,6  | 30,3  | 31    | 31,6 | 31,7 | 30,9  | 29,6  | 30      |
| Précipitations (mm)               | 439,1 | 305,3 | 393,5 | 399,5 | 599,1 | 459,7 | 244,3 | 165,1 | 73,5 | 81,7 | 153,7 | 359,2 | 3 673,7 |

## Aménagements et écologie

### Écologie
Le cours du fleuve a été perturbé par la construction d'un barrage qui a ennoyé une vaste zone de forêt tropicale. Le mercure toxique issu de l'orpaillage ainsi que les dégâts physiques (destruction des sols entrainant une forte augmentation de la turbidité de l'eau) de cette activité sont sources de problèmes toxicologiques pour les populations et écotoxicologiques pour tout l'environnement.

### Classement et protection du fleuve
Une réserve naturelle, la Réserve naturelle nationale de la Trinité, administrée par le CNRS et la Préfecture de Guyane a été créée en compensation à l'ennoiement des terres par le barrage.

#### L'estuaire du Sinnamary, site Ramsar

L'estuaire du Sinnamary (propriété du conservatoire du littoral, domaine privé de l'État) qui s'étend sur 40 km de long, forme un réseau est classé au titre de la convention de Ramsar, mais non protégé et géré par la SEPANGUY. Il forme un réseau cohérent de zones humides sur environ 25 000 ha. C'est une escale importante ou essentielle pour de nombreux oiseaux migrateurs (exemple : Bécasseau semipalmé), et il abrite une importante colonie d'ibis rouges. C'est aussi un refuge et une zone de reproduction pour la tortue verte, deux espèces de caïman en forte régression (caïman à lunettes et caïman rouge) et l'estuaire joue un rôle majeur de nurserie pour des millions de poissons. C'est également une zone importante pour le lamantin des Caraïbes qui s'y nourrit de plantes aquatiques,.
Il est bordé de mangroves qui abritent également de nombreuses espèces (raies, muges, crustacés divers..).
Le site du Grand pipri à Yiyi accueille à lui seul 96 % de la flore guyanaise d'eau douce.

### Usage énergétique
Le fleuve alimente la retenue d'eau du barrage de Petit-saut qui produit notamment l'électricité nécessaire au fonctionnement de la base spatiale de Kourou.

## Populations amérindiennes
Des traces d'occupation préhistoriques (sites de polissage de pointes de flèches) sont encore visibles sur le bord du fleuve.